# Jean-Lucien-Adolphe Jullien
Pour les articles homonymes, voir Adolphe Jullien (homonymie).
Adolphe Jullien, né le 1er juin 1845 à Paris et mort le 30 aout 1932 à Saint-Pierre-lès-Nemours, est un historien du théâtre lyrique et un critique musical français.

## Biographie
Fils de l’universitaire Marcel Bernard Jullien, éditeur de la Revue de l’instruction publique, ayant pris une part importante à la compilation du Dictionnaire de la langue française d’Émile Littré, et petit-fils de Bernard Jullien (1752-1826) ayant occupé divers postes de professeur, Jullien a fait ses études au lycée Charlemagne à Paris.
Après avoir obtenu une licence en droit, il a complété ses études musicales auprès d’Émile Bienaimé, professeur retraité au Conservatoire de Paris. Son premier essai de critique musicale fut un article dans Le Ménestrel, sur l’oratorio profane le Paradis et la Péri, de Robert Schumann, qui venait d’être créé sans succès à Paris, en 1869. Dans cet article, ses opinions prononcées en faveur de l’école supérieure de musique sont exprimées aussi courageusement que dans ses écrits les plus récents.
Il s’est ensuite battu vaillamment pour le progrès musical de toute sorte et, dans la controverse wagnérienne, il a pris une position admirable. La vie qu’il a publiée de ce maitre n’est pas seulement un monument d’informations précises et érudites, mais une revue complète et, dans la plupart des cas, juste de toutes ses œuvres, tandis que la collection de caricatures et les autres illustrations rendent le livre extrêmement amusant. Il a publié un volume complémentaire sur Hector Berlioz.

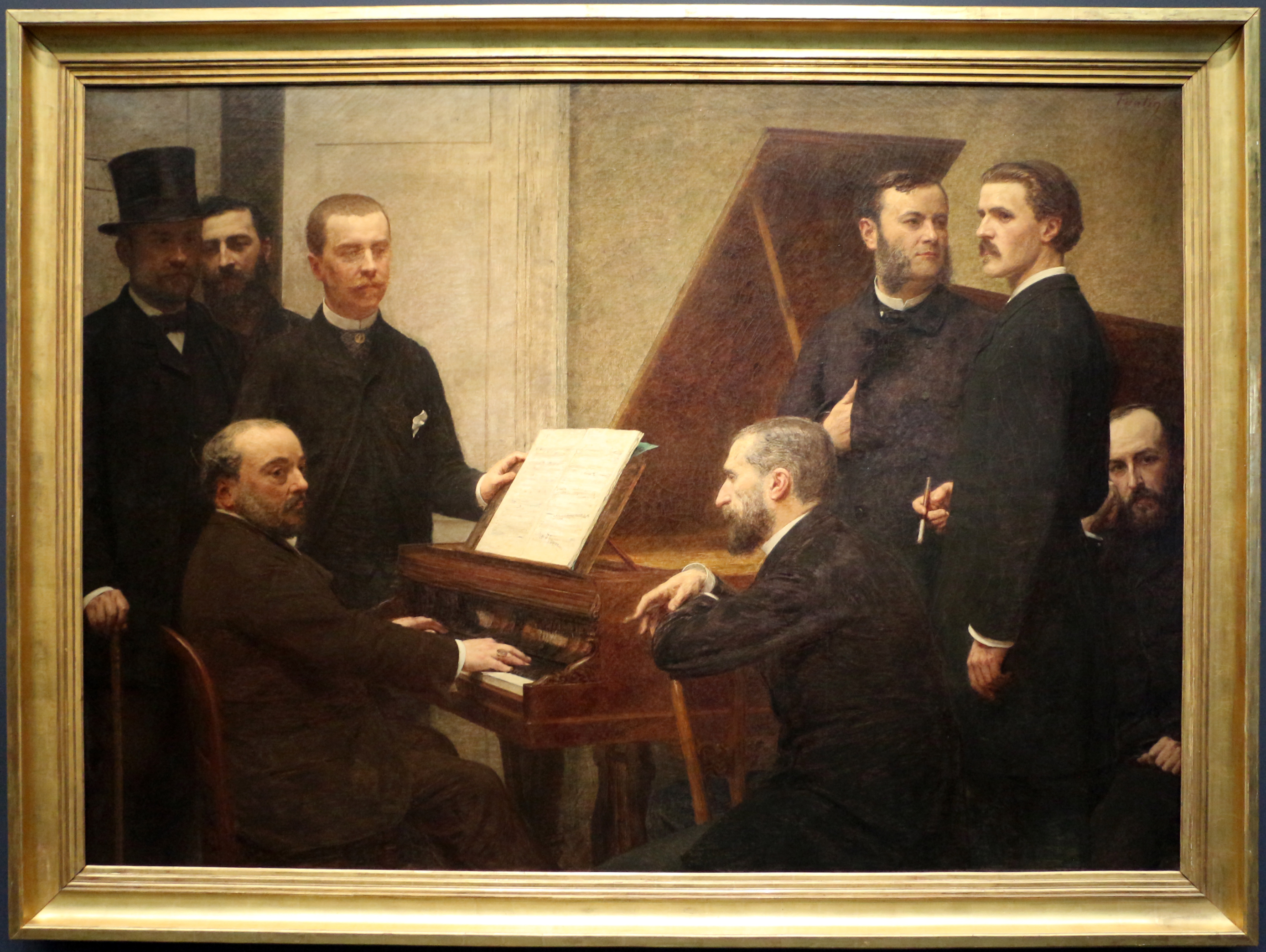
Henri Fantin-Latour, Autour du piano (1885), Paris, musée d'Orsay. Adolphe Jullien est debout à gauche, coiffé d'un haut-de-forme.

Avant de s’engager dans la grande bataille musicale de son temps, il a proclamé ses convictions à l’égard de Berlioz, Schumann et d’autres compositeurs trop peu appréciés en France, avec une grande vigueur et une connaissance exhaustive de son sujet.
Outre le Ménestrel, Il a collaboré à plusieurs reprises à la Revue et Gazette musicale, à la Chronique musicale, à la Renaissance musicale, à la Revue contemporaine, au Moniteur du Bibliophile, la Revue de France, le Correspondant, la Revue britannique, L’Art, le Figaro, et d’autres périodiques. Il fut critique au Français de mai 1872 à novembre 1887, date à laquelle ce journal a fusionné avec l’ancien Moniteur universel. Depuis lors, il est resté au sein du personnel.
En plus de ses activités ordinaires de critique musical, il s’est livré à une étude intime de l’histoire du XVIIIe siècle, particulièrement en liaison avec les affaires théâtrales de l’époque et la plupart de ses premiers livres, devenus extrêmement difficiles à se procurer, traitent de ce sujet. Ses premiers ouvrages, ont été suivis de plusieurs qui n’ont pas de rapport direct avec la musique.

## Publications principales
- Un potentat musical, Papillon de La Ferté : son règne à l’Opéra, de 1780 à 1790 : d’après ses lettres et ses papiers manuscrits conservés aux archives de l’État et à la Bibliothèque de la ville de Paris, Paris, A. Detaille, 1876, 57 p., in-8° (lire en ligne sur Gallica)Ouvrage du Denis Pierre Jean Papillon de La Ferté, commissaire du roi auprès de l’Académie de musique pendant les dix années précédant la Révolution..
- L’Église et l’Opéra en 1735, 1877.
- Weber à Paris, 1877.
- Airs variés, histoire, critique, biographies musicales et dramatiques, 1877.
- La Cour et l’Opéra sous Louis XVI, 1878.
- La Comédie et la Galanterie au XVIIIe siècle, 1879.
- Histoire du costume au théâtre, Paris, Charpentier, 1879 (lire en ligne sur Gallica).
- Goethe et la musique, 1880.
- L’Opéra secret au XVIIIe siècle, 1880.
- La Ville et la Cour au XVIIIe siècle, 1881.
- Hector Berlioz : La Vie et le combat. Les Œuvres, Paris, Charavay frères, 1882, 198 p., in-18, portr. et fac-similé.
- La Comédie à la Cour, 1883.
- Paris dilettante au commencement du siècle, 1884.
- Richard Wagner, sa vie et ses œuvres, 1886.